# Avans

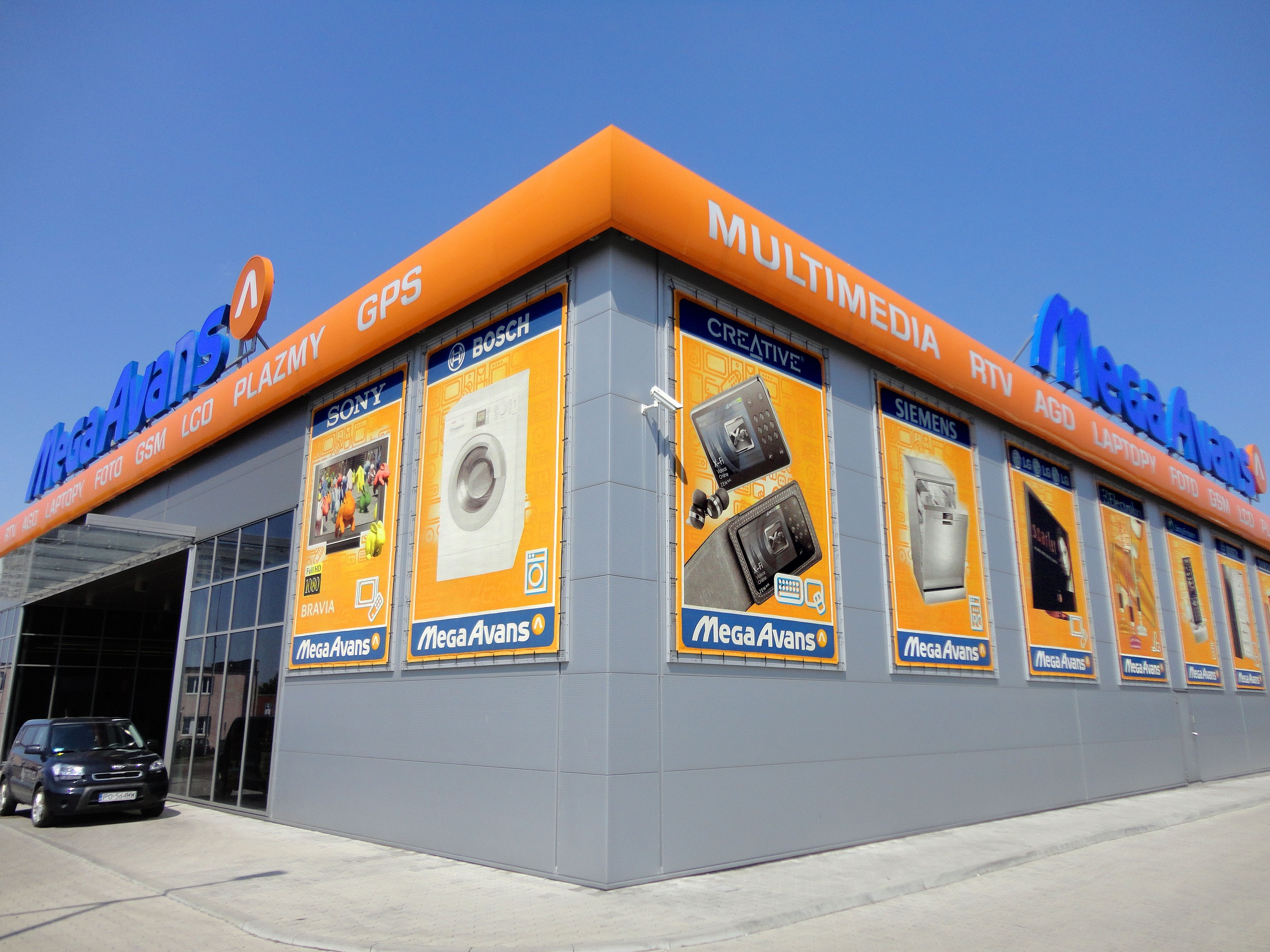
Mega Avans w Koninie

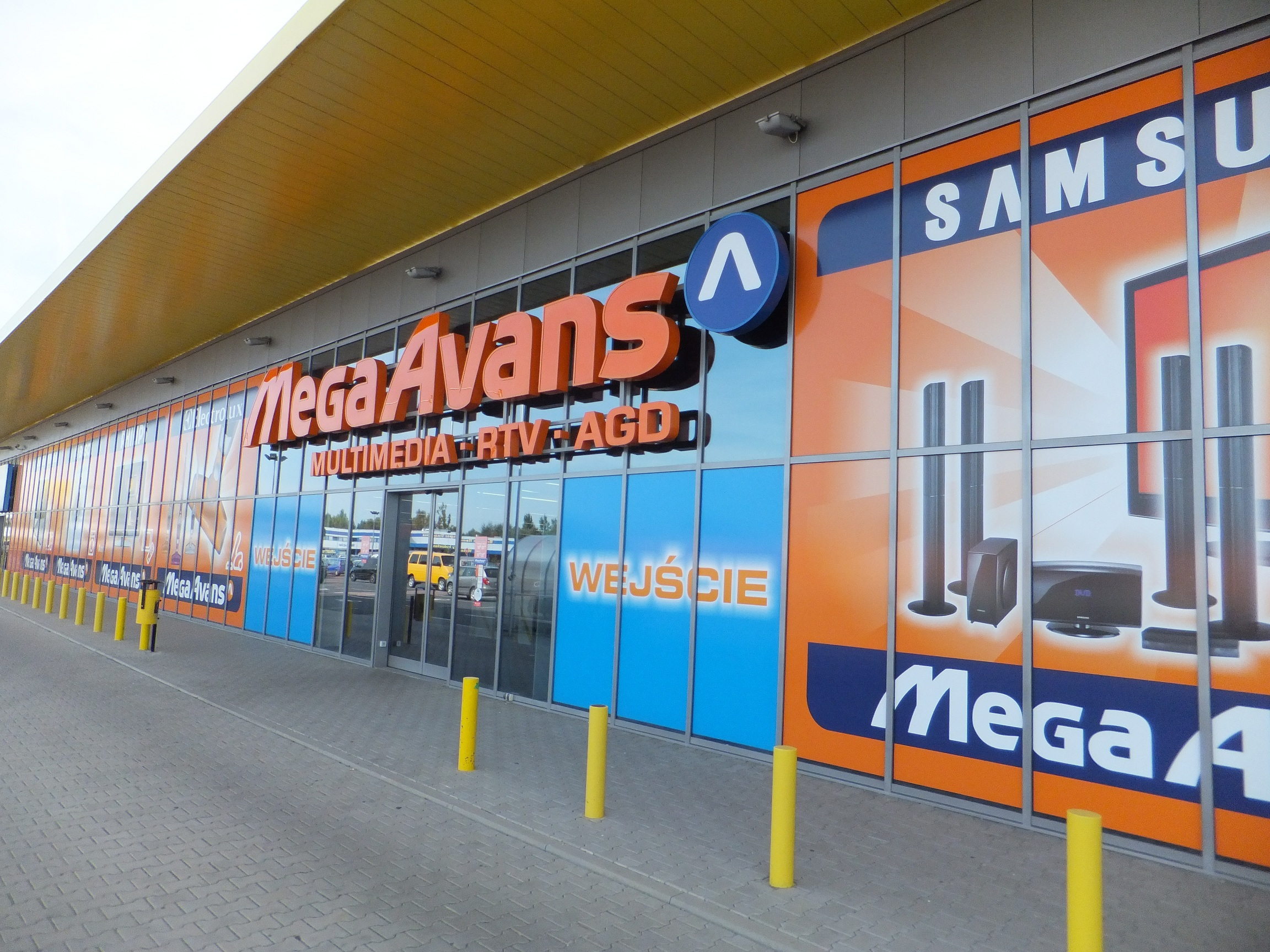
Mega Avans w Legnicy

Avans – sklep internetowy, dawniej ogólnopolska sieć elektromarketów. Na sieć sprzedaży detalicznej Avans składało się ponad 250 sklepów własnych oraz kilkaset działających na zasadzie franczyzy. W dużych aglomeracjach miejskich sieć Avans obecna była w postaci Punktów Odbioru Osobistego sklepu internetowego. Sklepy sieci Avans oferowały klientom sprzęt multimedialny, RTV i AGD.
W III kwartale 2012 roku spółka Avans przejęta została przez spółkę OpenMedia z Tarnobrzega. W I kwartale 2014 roku spółka OpenMedia zmieniła nazwę na Avans Sp. z o.o..
W kwietniu 2014 roku Grupa Domex zarządzająca siecią Avans złożyła wniosek o upadłość. Od tego czasu sklepy były likwidowane.
Po ogłoszeniu upadłości w całej sieci zaczęła się wyprzedaż, niektóre urządzenia zostały przecenione nawet o 50%. Ostatnie sklepy z logo Avans zostały zamknięte pod koniec marca 2015. W ostatniej fazie działalności sklepy wyprzedawały pod nadzorem syndyka pozostały sprzęt, który zwożony był z zamykanych placówek.
W chwili obecnej w większości byłych placówek Avansu działają sklepy Media Expert. Markę Avans i sklep internetowy przejęła spółka Terg, właściciel Media Expert.
Obecnie pod marką Avans działa wyłącznie sklep internetowy z elektroniką.

## Logo
| Okres                              | Opis                                                                                             | Logo |
| ---------------------------------- | ------------------------------------------------------------------------------------------------ | ---- |
| 6 listopada 2000 - 31 grudnia 2007 | Niebieski ucięty prostokąt z białym napisem "Avans", a nad nią pomarańczowa linia.               |      |
| od 1 stycznia 2008                 | Stylizowany niebieski napis "Avans", a w prawym górnym rogu pomarańczowe kółko z białym znakiem. |      |